# Гейман, Нил
Нил Ри́чард Макки́ннон Ге́йман (англ. Neil Richard MacKinnon Gaiman [ˈɡeɪmən]; 10 ноября 1960, Портчестер, Великобритания) — английский писатель, автор художественной литературы, романов, комиксов, графических романов, документальной литературы, радиоспектаклей и сценарист.
Его работы включают серию комиксов «Песочный человек» и романы «Звёздная пыль», «Американские боги», «Коралина» и «История с кладбищем». Он получил множество наград, в том числе премии Хьюго, Небьюла и Брэма Стокера, а также медали Ньюбери и Карнеги. Он является первым автором, получившим медали Ньюбери и Карнеги за одну и ту же работу «История с кладбищем» (2008). В 2013 году «Океан в конце дороги» был признан книгой года на Британской национальной книжной премии. Позже она была адаптирована в получившую признание критиков постановку в Королевском национальном театре в Лондоне, Англия, которую The Independent назвал «…театр в лучшем виде».

## Ранняя жизнь
Семья Геймана имеет польско-еврейские и другие восточноевропейские еврейские корни. Его прадед эмигрировал из Антверпена, Бельгия, в Великобританию до 1914 года, а его дед в конце концов поселился на юге Англии в хэмпширском городе Портсмут и основал сеть продуктовых магазинов. Дед Геймана сменил свою первоначальную фамилию Хайман на Гейман. Его отец, Дэвид Бернард Гейман, работал в той же сети магазинов; его мать, Шейла Гейман (урождённая Голдман), была фармацевтом. У него есть две младшие сестры, Клэр и Лиззи.

Прожив некоторое время в соседнем городе Портчестер, графство Хэмпшир, где Нил родился в 1960 году, Гейманы в 1965 году переехали в город Ист-Гринстед в Западном Суссексе, где его родители изучали дианетику в Саентологическом центре в городе; одна из сестёр Геймана работает в Церкви Саентологии в Лос-Анджелесе. Другая его сестра, Лиззи Кальчиоли, сказала:
"Большая часть нашей общественной деятельности была связана с саентологией или нашей еврейской семьёй. Это очень сбивало с толку, когда люди спрашивали о моей религии в детстве. Я бы сказала: "Я еврейский саентолог".
Гейман говорит, что он не саентолог и что, как и иудаизм, саентология является религией его семьи. О своих личных взглядах Гейман заявил:
"Я думаю, мы можем сказать, что Бог существует во Вселенной DC. Я бы не стал вставать и бить в барабан за существование Бога в этой вселенной. Я не знаю, я думаю, что, вероятно, есть шанс 50/50. На самом деле это не имеет для меня никакого значения."

Гейман научился читать в возрасте четырёх лет. Он сказал:
"Я был читателем. Я любил читать. Чтение вещей доставляло мне удовольствие. Я был очень хорош по большинству предметов в школе, не потому, что у меня были какие—то особые способности к ним, а потому, что обычно в первый школьный день мне раздавали школьные учебники, и я их читал - что означало бы, что я знал, что будет дальше, потому что я это читал ".
 Когда ему было около десяти лет, он прочёл произведения Денниса Уитли, где на него особенно повлияли «Ка Гиффорд Хиллари» и «Призраки Тоби Джагга». Одним произведением, которое произвело на него особое впечатление, был «Властелин колец» Дж. Р. Р. Толкина из его школьной библиотеки. Хотя в библиотеке были только первые два из трёх томов романа, Гейман постоянно проверял их и читал. Позже он получил школьную премию по английскому языку и школьную премию по чтению, что позволило ему наконец приобрести третий том.

На свой седьмой день рождения Гейман получил серию «Хроники Нарнии» К. С. Льюиса. Позже он вспоминал, что 
"я восхищался его использованием заключений в скобки, обращённых к читателю, где он просто разговаривал с вами... Я бы подумал: "О боже, это так круто! Я хочу это сделать! Когда я стану автором, я хочу иметь возможность делать что-то в скобках". Мне понравилась способность заключать вещи в скобки".
 «Нарния» также представила его к литературным наградам, в частности к медали Карнеги 1956 года, завоёванной заключительным томом. Когда Гейман сам получил медаль 2010 года, пресса сообщила, что он вспомнил: «Это, должно быть, самая важная литературная награда, которая когда-либо была», и заметил: «Если вы можете сделать себя счастливым в возрасте семи лет, у вас действительно все хорошо — это все равно, что написать письмо самому себе в возрасте семи лет».

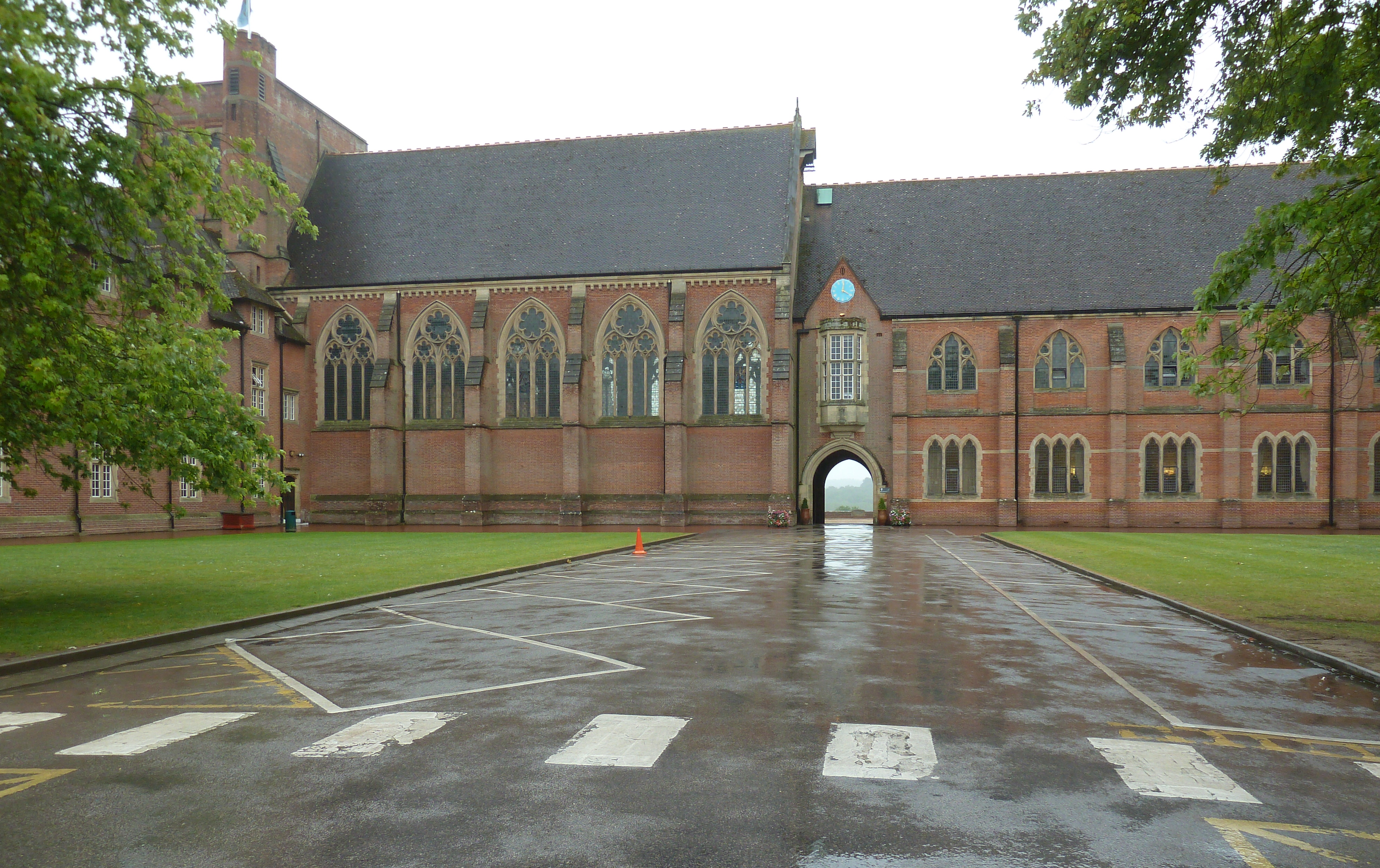
Гейман учился в колледже Ардингли в Ардингли, Западный Суссекс

«Приключения Алисы в стране чудес» Льюиса Кэрролла были ещё одним любимым произведением детства, и «любимым навсегда. Алиса по умолчанию читала до такой степени, что я знал её наизусть». В детстве ему также нравились комиксы о Бэтмене.
Гейман получил образование в нескольких школах Англиканской церкви, включая школу Фонтхилл в Ист-Гринстеде, колледж Ардингли (1970—1974) и школу Уитгифт в Кройдоне (1974—1977). Должность его отца в качестве сотрудника по связям с общественностью Церкви Саентологии стала причиной того, что семилетний Гейман был вынужден уйти из школы Фонтхилл и остаться в школе, которую он посещал ранее. Он жил в Ист-Гринстеде много лет, с 1965 по 1980 год и снова с 1984 по 1987 год. Он познакомился со своей первой женой Мэри Макграт, когда она изучала саентологию и жила в доме в Ист-Гринстеде, который принадлежал его отцу. Пара поженилась в 1985 году после рождения их первого ребёнка Майкла.

## Карьера

### Журналистика, ранние произведения и литературные влияния
Писатели, которые оказали на Геймана значительное влияние, включают К. С. Льюиса, Дж. Р. Р. Толкина, Льюиса Кэрролла, Мэри Шелли, Редьярда Киплинга, Эдгара Аллана По, Майкла Муркока, Дейва Сима, Алана Мура, Стива Дитко, Уилла Эйснера, Урсулу К. Ле Гуин, Харлан Эллисон, Лорд Дансени и Г. К. Честертон. Будучи пожизненным поклонником комедийной труппы Монти Пайтон, в подростковом возрасте у него был экземпляр «Большой красной книги Монти Пайтона». Во время поездки во Францию, когда ему было 13 лет, Гейман был очарован визуально фантастическим миром в рассказах «Metal Hurlant», хотя и не мог понять слов. Когда ему было 19-20 лет, он связался со своим любимым писателем-фантастом Р. А. Лафферти, которого он открыл для себя, когда ему было девять, и попросил совета о том, как стать писателем, вместе с написанной им пародией на Лафферти. Писатель отправил Гейману ободряющее и информативное ответное письмо вместе с литературными советами.
Гейман сказал, что Роджер Желязны был автором, который оказал на него наибольшее влияние, и это влияние особенно заметно в литературном стиле Геймана и темах, о которых он пишет. Другие авторы, по словам Геймана, «проникли в моё сознание и заставили меня писать», включают Муркока, Эллисона, Сэмюэля Р. Делани, Анджелу Картер, Лафферти и Ле Гуин. Нил Гейман также черпал вдохновение в традиции народных сказок, цитируя книгу Отто Ф. Свайр|Отто Ф. Свайра «Легенды острова Скай» в качестве источника вдохновения для книги «Правда — это пещера в Черных горах».
В начале 1980-х Гейман занимался журналистикой, проводил интервью и писал рецензии на книги, чтобы узнать больше о мире и завязать связи, которые, как он надеялся, позже помогут ему опубликоваться. Он много писал и рецензировал для Британского общества фэнтези. Его первой профессиональной публикацией короткого рассказа стал фантастический рассказ «Featherquest» в журнале Imagine в мае 1984 года.

В 1984 году, ожидая поезда на лондонском вокзале Виктория, Гейман заметил экземпляр «Swamp Thing», написанный Аланом Муром, и внимательно прочитал его. Свежий и энергичный подход Мура к комиксам оказал такое влияние на Геймана, что позже он написал:
"Это стало последней каплей, то, что осталось от моего сопротивления, рухнуло. Я продолжал регулярно и часто посещать лондонский магазин "Forbidden Planet", чтобы купить комиксы".
В 1984 году он написал свою первую книгу, биографию группы Duran Duran, а также книгу цитат «Ghastly Beyond Believe» совместно с Ким Ньюман. Несмотря на то, что Гейман считал, что проделал ужасную работу, первое издание книги было распродано очень быстро. Когда он пошёл, чтобы отказаться от своих прав на книгу, он обнаружил, что издатель обанкротился. После этого ему предложили работу в Penthouse. Он отказался от этого предложения.
Он также писал интервью и статьи для многих британских журналов, включая Knave. Во время этого он иногда писал под псевдонимами, в том числе Джерри Масгрейв, Ричард Грей и «пара домашних имён». Гейман сказал, что закончил свою журналистскую карьеру в 1987 году, потому что британские газеты регулярно публикуют неправду как факт. В конце 1980-х он написал «Не паникуй: Официальный путеводитель автостопом по Галактике» в стиле, который он называет «классическим английским юмором». После этого он написал вступление к тому, что стало его сотрудничеством с другим английским писателем Терри Пратчеттом над комиксом «Благие Знамения» о надвигающемся апокалипсисе.

### Комиксы
Подружившись с автором комиксов Аланом Муром, Гейман начал писать комиксы, взяв в руки «Miracleman» после того, как Мур закончил свою работу над сериалом. Гейман и художник Марк Бакингем сотрудничали над несколькими выпусками серии, прежде чем её издатель Eclipse Comics развалился, оставив серию незавершённой. Его первыми опубликованными комиксами были четыре коротких комикса «Future Shocks for 2000 AD» в 1986-87 годах. Он написал три графических романа со своим любимым коллегой и давним другом Дейвом Маккином: «Violent Cases», «Signal to Noise» и «The Tragical Comedy or Comical Tragedy of Mr. Punch». Впечатлённая его работой, DC Comics наняла его в феврале 1987 года, и он написал ограниченную серию «Чёрная орхидея». Карен Бергер, которая позже стала главой DC Comics Vertigo Comics, прочитала «Чёрную орхидею» и предложила Гейману работу: переписать старого персонажа, Песочного человека, но придать ему свой собственный оттенок.
«Песочный человек» рассказывает историю о нестареющем антропоморфном воплощении Сна, известном под многими именами, включая Морфеуса. Сериал начался в январе 1989 года и завершился в марте 1996 года. В восьмом выпуске «Песочного человека» Гейман и художник Майк Дрингенберг представили Смерть, старшую сестру Сна, которая стала такой же популярной, как и заглавный персонаж сериала. Ограниченный сериал «Смерть: Высокая стоимость жизни» запустил линию DC Vertigo в 1993 году. 75 выпусков обычной серии, а также иллюстрированный текст в прозе и специальный выпуск, содержащий семь коротких рассказов, были собраны в 12 томов, которые остаются в печати, 14 из которых включены в спин-оффы «Смерть: высокая стоимость жизни» и «Смерть: Время твоей жизни». Среди художников — Сэм Кит, Майк Дрингенберг, Джилл Томпсон, Шон Макманус, Марк Хемпел и Майкл Зулли, текст — Тодд Кляйн, цвета — Дэниел Воццо, а обложки — Дэйв Маккин. Сериал стал одним из самых продаваемых в DC, затмив даже Бэтмена и Супермена. Историк комиксов Лес Дэниелс назвал работу Геймана «удивительной» и отметил, что «Песочный человек» представляет собой «смесь фантазии, ужаса и ироничного юмора, какой комиксы никогда раньше не видели». Писатель и исполнительный директор DC Comics Пол Левитц отметил, что «The Sandman» стал первым экстраординарным успехом как серия коллекций графических романов, охватив и обратив новых читателей в среду, особенно молодых женщин в университетских городках, и превратив самого Геймана в культовую культурную фигуру".
Гейман и Джейми Делано должны были стать соавторами сериала «Болотная тварь» вслед за Риком Вейчем. Редакционное решение DC подвергнуть цензуре финальную сюжетную линию Вейча привело к тому, что Гейман и Делано отказались от работы.
В 1989 году Гейман написал два рассказа для сериала DC «Тайное происхождение». История о Ядовитом плюще, нарисованная Марком Бекингемом, и история о Загадочнике, иллюстрированная Берни Миро и Мэттом Вагнером. История, которую Гейман первоначально написал для Action Comics Weekly в 1989 году, была отложена из-за редакционных проблем, но в конце концов была опубликована в 2000 году под названием «Зелёный фонарь / Супермен: Легенда о зелёном пламени».
В 1990 году Гейман написал «Книги магии», мини-сериал из четырёх частей, который представлял собой экскурсию по мифологическим и магическим частям Вселенной DC через сюжетную историю об английском подростке, который обнаруживает, что ему суждено стать величайшим волшебником в мире. Мини-сериал был популярен и породил продолжающийся сериал, написанный Джоном Ней Рибером.
Экранизация Гейманом «Суини Тодда», иллюстрированная Майклом Зулли для публикации Стивена Р. Биссетта «Табу», была остановлена, когда сама антология была прекращена.
В середине 1990-х он также создал ряд новых персонажей и декорации, которые должны были быть представлены в комиксе, опубликованном «Tekno Comix». Затем концепции были изменены и разделены между тремя комиксами, установленными в той же последовательности: «Lady Justice», «Mr. Hero the Newmatic Man» и «Teknophage», а также врезки. Хотя имя Геймана фигурировало на видном месте как создателя персонажей, он не участвовал в написании ни одной из вышеупомянутых книг.
Гейман написал полуавтобиографическую историю об увлечении мальчика антигероем Майкла Муркока Элриком из Мелнибонэ для антологии Эда Крамера «Сказки о белом волке». В 1996 году Гейман и Эд Крамер совместно редактировали «Песочный человек: Книга снов». Номинированная на премию British Fantasy Award антология оригинальной фантастики включала рассказы и материалы Тори Амос, Клайва Баркера, Джина Вулфа, Тэда Уильямса и других.
На вопрос, почему ему нравятся комиксы больше, чем другие формы повествования, Гейман ответил:
"Одной из радостей комиксов всегда было осознание того, что во многих отношениях это была нетронутая земля. Это была девственная территория. Когда я работал над "Песочным человеком", мне часто казалось, что я на самом деле беру мачете и отправляюсь в джунгли. Мне приходилось писать в разных местах и делать то, чего никто никогда раньше не делал. Когда я пишу романы, я с болью осознаю, что работаю в среде, в которой люди пишут совершенно потрясающие блестящие вещи уже, знаете ли, три-четыре тысячи лет. Ты знаешь, ты можешь вернуться. У нас есть такие вещи, как "Золотой осёл". И вы говорите: "Ну, я не знаю, так ли я хорош, а этому две с половиной тысячи лет". Но с комиксами я почувствовал, что могу делать то, чего никто никогда не делал. Я могу делать то, о чем никто никогда не думал. И я смог, и это было невероятно весело".
Гейман написал две серии для Marvel Comics. «Marvel 1602» — ограниченная серия из восьми выпусков, издававшаяся с ноября 2003 по июнь 2004 года с иллюстрациями Энди Куберта и Ричарда Исанова. «The Eternals» — ограниченная серия из семи выпусков, созданная Джоном Ромитой-младшим и выходившая с августа 2006 по март 2007 года.
В 2009 году Гейман написал двухсерийную историю о Бэтмене для DC Comics, продолжение «Batman R.I.P.» под названием «Что случилось с Крестоносцем в плаще?» продолжение классической истории о Супермене «Что случилось с Человеком завтрашнего дня?» Алана Мура. Он внёс свой вклад в двенадцатисерийный сериал «Метаморфозы», нарисованный Майком Оллредом для Wednesday Comics, еженедельной серии в стиле газеты. Гейман и Пол Корнелл в соавторстве написали Action Comics #894 (декабрь 2010), в котором фигурировал персонаж Смерть. В октябре 2013 года DC Comics выпустила «Песочный человек: Увертюра» с иллюстрациями Дж. Х. Уильямса III. Персонаж Геймана Анджела была введена во Вселенную Marvel в последнем выпуске мини-сериала «Эра Альтрона» в 2013 году.
Гейман руководил вселенной «The Sandman», линейкой комиксов, издаваемых Vertigo. Четыре серии — «Дом шёпота», «Люцифер», «Книги магии» и «Сновидения» — были написаны новыми творческими командами. Линия была запущена 8 августа 2018 года.

### Романы

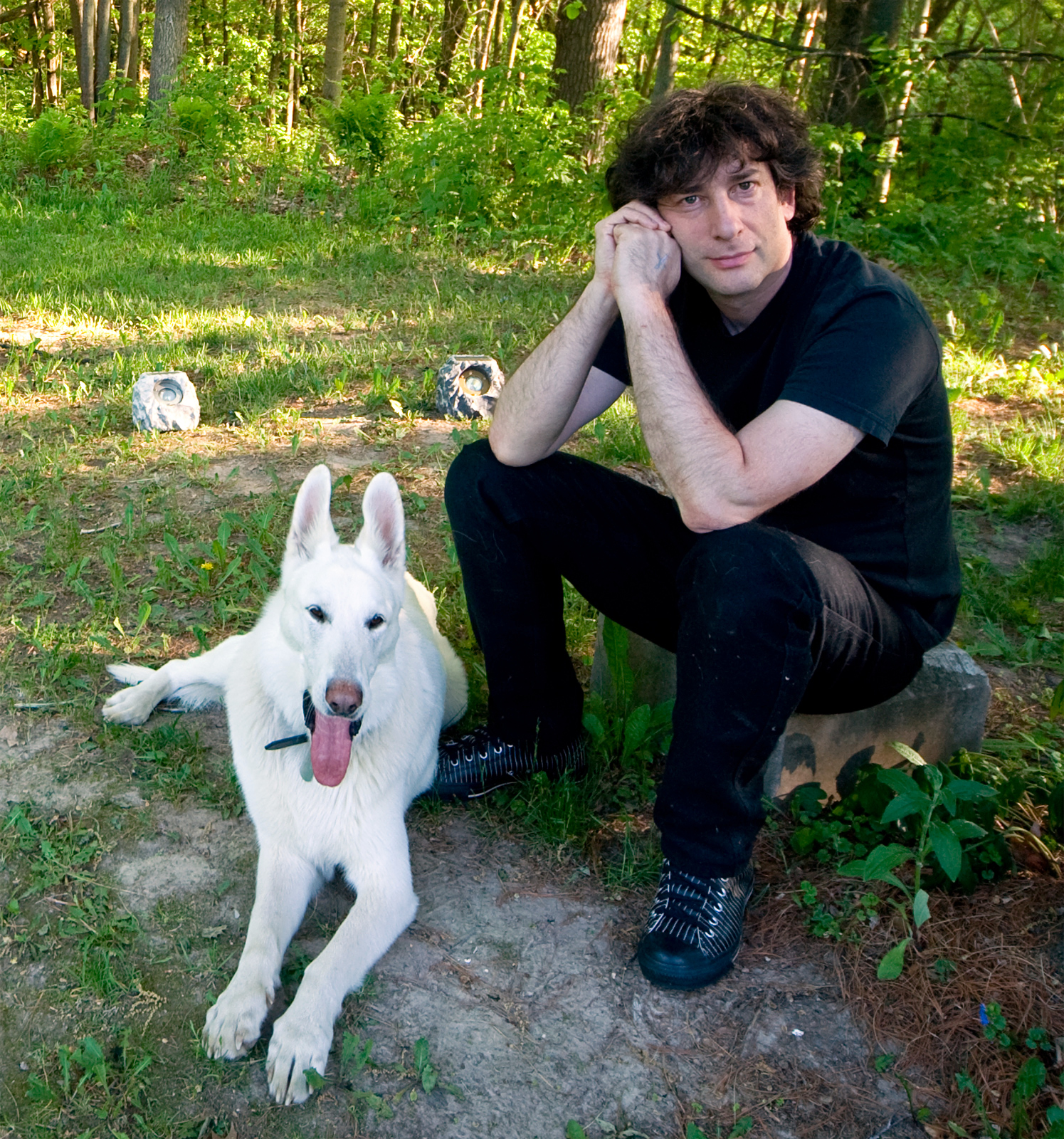
Нил Гейман в 2009 году

В сотрудничестве с писателем Терри Пратчеттом, наиболее известным своей серией романов о Плоском мире, в 1990 году был опубликован первый роман Геймана «Благие знамения». В 2011 году Пратчетт сказал, что, хотя весь роман был совместным усилием, и большинство идей можно приписать им обоим, Пратчетт сделал большую часть написания и редактирования, хотя бы по какой-то другой причине, кроме запланированного участия Геймана в «The Sandman».
Новеллизация телепередачи Геймана 1996 года для мини-сериала BBC «Задверье» стала его первым сольным романом. Роман был выпущен в тандеме с телесериалом, хотя в нём есть некоторые заметные отличия от телесериала. С тех пор Гейман дважды переписывал роман, в первый раз для американской аудитории, незнакомой с London Underground, во второй раз, потому что он чувствовал себя неудовлетворённым оригиналами.
В 1999 году были выпущены первые тиражи его фантастического романа «Звёздная пыль». Роман был выпущен как в виде стандартного романа, так и в иллюстрированном текстовом издании. На этот роман оказали сильное влияние викторианские сказки и культура.
«Американские боги» стали одним из самых продаваемых и отмеченных множеством наград романов Геймана после его выхода в 2001 году. Было выпущено специальное издание, посвящённое 10-летию, с «предпочтительным текстом автора» на 12 000 слов длиннее, чем в оригинальных изданиях массового рынка.
Гейман не написал прямого продолжения «Американских богов», но он пересмотрел персонажей. Проблеск путешествий Тени по Европе можно найти в коротком рассказе, в котором он оказывается в Шотландии, применяя те же концепции, разработанные в «Американских богах», к истории Беовульфа. Роман 2005 года «Дети Ананси» рассказывает об Ананси («Мистер Нэнси»), прослеживая отношения двух его сыновей, одного полубожественного, а другого скромного бухгалтера, когда они исследуют своё общее наследие. Он дебютировал на первом месте в списке бестселлеров New York Times.
В конце 2008 года Гейман выпустил новую детскую книгу «История с кладбищем». Он рассказывает о приключениях мальчика по имени Бод после того, как его семья была убита, и его оставили на воспитание на кладбище. На него сильно повлияла «Книга джунглей» Редьярда Киплинга. По состоянию на конец января 2009 года она уже пятнадцать недель находилась в списке детских бестселлеров The New York Times.
В 2013 году «Океан в конце дороги» был признан книгой года на Британской национальной книжной премии. Роман рассказывает о неназванном человеке, который возвращается в свой родной город на похороны и вспоминает события, которые начались сорок лет назад. Темы включают поиск самоидентификации и «разрыв между детством и взрослой жизнью».
В сентябре 2016 года Нил Гейман объявил, что уже несколько лет работает над пересказами скандинавской мифологии. «Скандинавские боги» была выпущена в феврале 2017 года.
Несколько его романов были опубликованы художником Робертом Макгиннисом в мягкой обложке с ретро-обложками.

### Суды из-за авторских прав
В 1993 году Гейман получил контракт от Тодда Макфарлейна на написание одного выпуска «Спаун», популярного названия в недавно созданной Image Comics. Макфарлейн продвигал своё новое название, приглашая приглашённых авторов Геймана, Алана Мура, Фрэнка Миллера и Дэйва Сима написать по одному выпуску.
В выпуске № 9 Гейман представил персонажей Анджелу, Калиостро и Средневековое Отродье. До этого выпуска Спаун был наёмным убийцей, который работал на правительство и вернулся как неохотный агент Ада, но не имел реального направления в своих действиях. В «Анджеле, жестоком и злобном ангеле» Гейман представил персонажа, который угрожал существованию Спауна, а также представлял моральную противоположность. Калиостро был представлен как персонаж-наставник для изложения и обучения, обеспечивающий руководство. Medieval Spawn представил историю и прецедент того, что не все Порождения были своекорыстными или злыми, что дало дополнительное развитие персонажу Malebolgia, демону, который создаёт Hellspawn.
Как и предполагалось, все три персонажа неоднократно использовались Тоддом Макфарлейном в течение следующего десятилетия в более широкой вселенной Spawn. Однако в документах, поданных Гейманом в начале 2002 года, он утверждал, что персонажи были совместной собственностью их автора сценария (его самого) и художника (Макфарлейна), а не только Макфарлейна в его роли создателя сериала. Разногласия по поводу того, кому принадлежат права на персонажа, были основной мотивацией для Макфарлейна и других художников создавать имиджевые комиксы (хотя этот аргумент больше относился к разногласиям между писателями и художниками как создателями персонажей). Поскольку Макфарлейн использовал персонажей без разрешения Геймана или выплаты роялти, Гейман считал, что его защищённая авторским правом работа была нарушена, что нарушало их первоначальное устное соглашение. Макфарлейн изначально согласился с тем, что Гейман не отказывался от каких-либо прав на персонажей, и провёл переговоры с Гейманом, чтобы эффективно «обменять» интерес Макфарлейна к персонажу Marvelman. Макфарлейн приобрёл интерес к персонажу, когда Eclipse Comics была ликвидирована, в то время как Гейман был заинтересован в том, чтобы иметь возможность продолжить прерванный выпуск титула Marvelman. Позже Макфарлейн изменил свою первоначальную позицию, заявив, что работы Геймана были только работой по найму и что Макфарлейн полностью владел всеми творениями Геймана. Председательствующий судья, однако, постановил, что их соглашение не является работой по найму, в значительной степени основываясь на юридическом требовании о том, что «передача авторских прав должна быть оформлена в письменной форме».

Апелляционный суд седьмого округа оставил в силе решение окружного суда в феврале 2004 года о предоставлении Гейману и Макфарлейну совместного владения персонажами. По конкретному вопросу о Калиостро председательствующий судья Джон К. Шабаз заявил:
"Выразительная работа, которой является персонаж комиксов граф Николас Калиостро, была совместной работой Геймана и Макфарлейна - их вклад поражает нас как совершенно равный — и оба имеют право на владение авторским правом".
 Аналогичный анализ привёл к аналогичным результатам для двух других персонажей, Анджелы и Средневекового Спауна.
Эта судебная тяжба была инициирована Гейманом и специально созданной компанией Marvels and Miracles, LLC, которую Гейман ранее создал, чтобы помочь разобраться в юридических правах, связанных с Marvelman. Гейман написал Marvel 1602 в 2003 году, чтобы помочь финансировать этот проект, и вся прибыль Геймана от оригинальных выпусков серии была пожертвована Marvels and Miracles. Права на Marvelman были впоследствии приобретены Marvel Comics у оригинального создателя Мика Англо в 2009 году.
Гейман снова обратился в суд из-за персонажей «Спауна тёмных веков», Домины и Тиффани, утверждая, что они были «производными от трёх, которые он создал совместно с Макфарлейном». Судья постановил, что Гейман был прав и в этих утверждениях, и дал Макфарлейну время до начала сентября 2010 года, чтобы урегулировать этот вопрос.

### Кино и написание сценариев
Гейман написал сценарий к телесериалу BBC 1996 года «Задверье». Он написал сценарий к фильму «Зеркальная маска» вместе со своим старым другом Дэйвом МакКином, чтобы Маккин стал режиссёром. Кроме того, он написал локализованный англоязычный сценарий к аниме-фильму «Принцесса Мононоке», основанный на переводе японского сценария.

После своего разочарования производственными ограничениями «Задверья» Гейман попросил своего агента снять его в неназванном британском телесериале, производство которого должно было начаться сразу после этого.
"Я не хотел этого делать, если бы у меня не было большего контроля, чем у вас как у писателя: в фэнтези тон голоса, внешний вид, то, как что-то снимается и редактируется, жизненно важны, и я хотел быть ответственным за это".
Он написал сценарий к фильму Роберта Земекиса «Беовульф» вместе с Роджером Эвери, сотрудничество, которое оказалось продуктивным для обоих сценаристов. Гейман выразил заинтересованность в сотрудничестве в экранизации Эпоса о Гильгамеше.

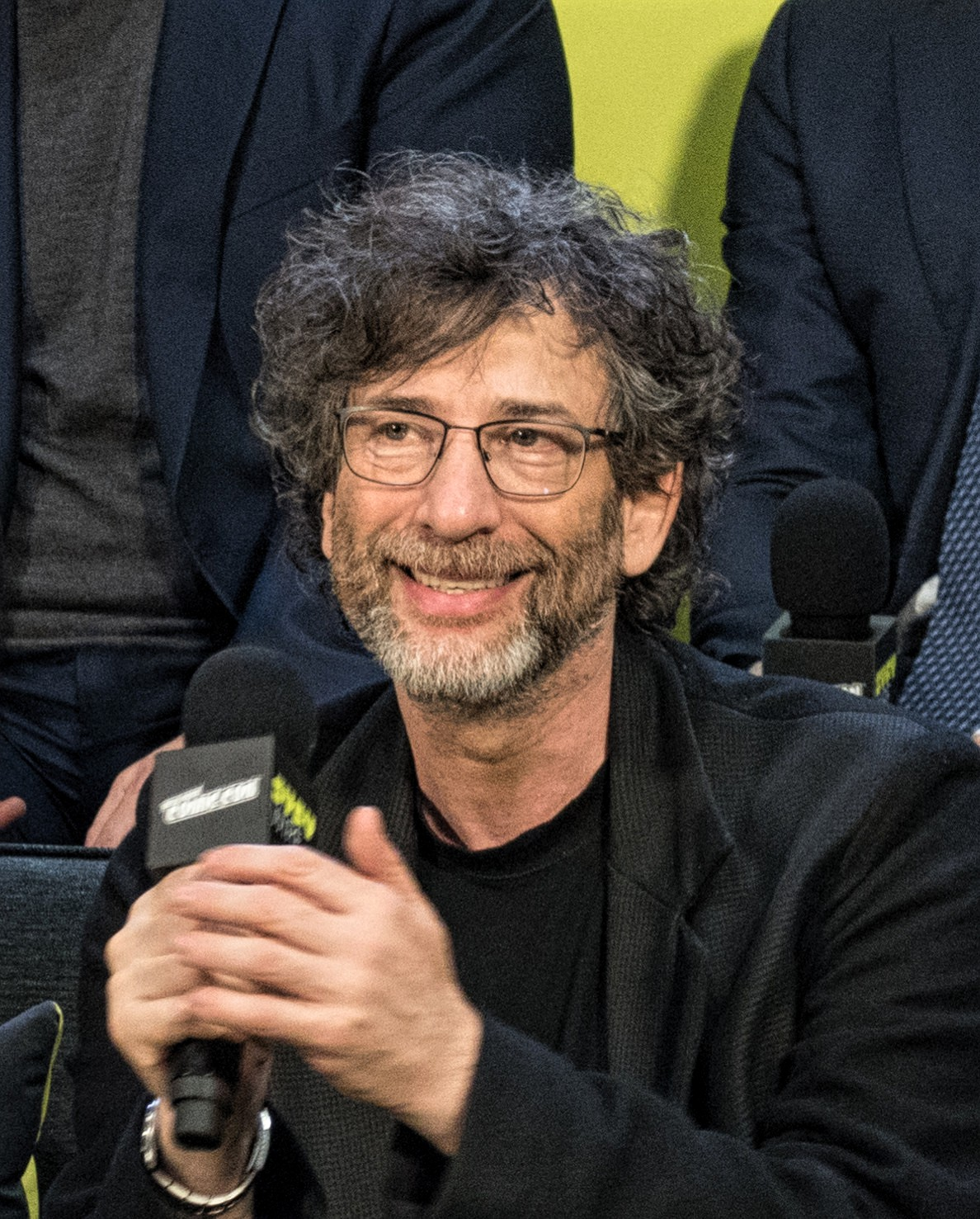
Нил Гейман на дискуссии о сериале «Благие знамения» на Нью-йоркском Comic Con в 2018 году

Он был единственным человеком, кроме Дж. Майкла Страчински, который написал сценарий «Вавилона-5» в последних трёх сезонах сериала, внёс свой вклад в эпизод пятого сезона «День мёртвых». В сериале также есть повторяющаяся инопланетная раса под названием Гейм, которые напоминают персонажа «Мечты» и названы в честь Геймана.
Гейман также написал, по крайней мере, три черновика сценария адаптации романа Николсона Бейкера «Ферма» для режиссёра Роберта Земекиса, хотя проект застопорился, пока Земекис снимал «Полярный экспресс», а Гейман и Роджер Эвери написали фильм «Беовульф».
Нил Гейман был показан в документальном фильме канала History по комиксам «Superheroes Unmasked».
Несколько оригинальных работ Геймана были выбраны или одобрены для экранизации, в первую очередь «Звёздная пыль», премьера которой состоялась в августе 2007 года, в главных ролях Чарли Кокс, Роберт Де Ниро, Мишель Пфайффер, Клэр Дэйнс и Марк Стронг, режиссёр Мэттью Вон. 6 февраля 2009 года была выпущена замедленная версия «Коралина в Стране Кошмаров» с режиссёром Генри Селиком и Дакотой Фаннинг и Тери Хэтчер в главных ролях.
В 2007 году Гейман объявил, что после десяти лет разработки художественный фильм «Смерть: высокая стоимость жизни», наконец, начнёт производство по сценарию Геймана, который он будет снимать для Warner Bros. Гейман сказал, что согласился стать режиссёром фильма «с морковкой, болтающейся передо мной, чтобы я мог его срежиссировать. И мы посмотрим, произойдёт ли это, и буду ли я хорошим режиссёром или нет». Дон Мёрфи и Сьюзан Монтфорд были названы продюсерами, а Гильермо дель Торо был назначен исполнительным продюсером фильма. К 2010 году стало известно, что фильм больше не находится в производстве.
Театр «Seeing Ear» представил две аудиотеатральные пьесы Геймана: «Снег, стекло, яблоки», пересказ Геймана о Белоснежке, и «Тайны убийств», историю рая до грехопадения, в которой совершается первое преступление. Обе аудиопьесы были опубликованы в сборнике «Дым и зеркала» в 1998 году.
По просьбе Гильермо дель Торо он переписал начало «Хеллбоя 2: Золотая армия», чтобы сделать его более похожим на сказку.
Книга Геймана «История с кладбищем», получившая медаль Ньюбери в 2009 году, будет экранизирована с Роном Ховардом в качестве режиссёра.
Гейман написал эпизод продолжительного научно-фантастического сериала BBC «Доктор Кто», транслировавшегося в 2011 году во время второго сезона Мэтта Смита в роли Доктора. Съёмки этого эпизода начались в августе 2010 года, первоначальное название которого было «Дом из ничего», но которое в конечном итоге было передано как «Жена Доктора». Эпизод получил премию «Хьюго» 2012 года за лучшую драматическую презентацию (короткометражный фильм). Гейман вернулся в «Доктор Кто» с эпизодом под названием «Кошмар в серебре», который вышел в эфир 11 мая 2013 года.
В 2011 году было объявлено, что Гейман напишет сценарий к новой экранизации «Путешествия на Запад».
Гейман появился в роли самого себя в эпизоде «Симпсонов» «Книжная работа», который транслировался 20 ноября 2011 года.
В 2015 году Starz дала зелёный свет экранизации романа Геймана «Американские боги». Брайан Фуллер и Майкл Грин написали сценарий и показали сериал.
В 2020 году Гейман получил премию «Хьюго» за лучшую драматическую постановку, длинную форму для телевизионной адаптации мини-сериала «Благие знамения», для которого он написал сценарий.

### Радио
В марте 2013 года транслировалась шестисерийная радиопостановка «Никогде», адаптированная Дирком Мэггсом для BBC Radio 4 и Radio 4 Extra. Среди главных звёзд — Джеймс Макэвой в роли Ричарда, Натали Дормер, Бенедикт Камбербэтч, Кристофер Ли, Бернард Криббенс и Джонни Вегас.
В сентябре 2014 года Гейман и Терри Пратчетт объединили усилия с BBC Radio 4, чтобы сделать первую в истории инсценировку их совместного романа «Благие знамения», который транслировался в декабре в пяти получасовых эпизодах и завершился часовым финальным апокалиптическим противостоянием. В 2021 году Гейман получил роль Дюка Обри в экранизации романа Хоуп Миррлис «Люд в тумане», который Гейман ранее объявил одним из своих любимых (и написал предисловие к изданию Cold Spring Press) для BBC Radio 4.

### Публичные выступления
Гейман часто выступает с публичными чтениями своих рассказов и стихов, а также гастролирует со своей женой, музыкантом Амандой Палмер. В некоторых из этих выступлений он также пел песни в «версии пения романиста», несмотря на то, что у него «не было никакого певческого голоса».
В 2015 году Гейман прочитал 100-минутную лекцию для Фонда «Long Now» под названием «Как истории сохраняются» о природе повествования и о том, как истории сохраняются в человеческой культуре. В апреле 2018 года Гейман появился в качестве гостя в телевизионном шоу «Теория большого взрыва», и его твит о вымышленном магазине комиксов шоу становится центральной темой эпизода «Поляризация кометы».

### Блог и Twitter
В феврале 2001 года, когда Гейман завершил написание «Американских богов», его издатели создали рекламный веб-сайт с блогом, в котором Гейман описывал повседневный процесс редактирования, публикации и продвижения романа. После публикации романа веб-сайт превратился в более общий официальный веб-сайт Нила Геймана.
Гейман обычно публикует в блоге посты, описывающие повседневный процесс становления Нилом Гейманом и написания, пересмотра, публикации или продвижения любого текущего проекта. Он также отправляет электронные письма читателям и отвечает на вопросы, что даёт ему необычайно прямое и непосредственное взаимодействие с фанатами. Один из его ответов на вопрос, почему он ведёт блог, звучит так: «потому что писательство — это, как смерть, одинокое занятие».
Оригинальный блог «Американских богов» был извлечён для публикации в сборнике NESFA Press сборника Гаймана «Adventures in the Dream Trade».
Чтобы отпраздновать седьмую годовщину блога, роман «Американские боги» был предоставлен бесплатно онлайн в течение месяца.
Гейман является активным пользователем социальной сети Twitter с более чем 2,7 миллионами подписчиков по состоянию на июнь 2018 года, используя имя пользователя @neilhimself. В 2013 году IGN назвал Геймана одним из «Лучших твиттеров в комиксах», назвав его посты «возвышенными». Гейман также ведёт аккаунт в Tumblr, на котором он в основном отвечает на вопросы фанатов.

В январе 2022 года, когда совет попечителей школ округа Макминн в Теннесси решением со счётом 10:0 исключил графический роман о Холокосте «Маус», удостоенный Пулитцеровской премии, из своей учебной программы для занятий английским языком в 8-м классе, отменив решение государственной учебной программы, Гейман критически отнёсся к этому решению. Он написал в твиттере:
"Есть только один тип людей, которые проголосовали бы за запрет "Мауса", как бы они себя ни называли в наши дни".

### Использование авторучек
Гейман — преданный пользователь перьевых ручек и сказал, что он пишет первые черновики всех своих книг с помощью одной из них. Он начал эту практику со «Звёздной пыли», которую написал авторучкой, чтобы передать ощущения 1920-х годов. Он наиболее тесно связан с Pilot 823, один из которых, по его словам, он использовал для сбора более миллиона подписей.

## Личная жизнь

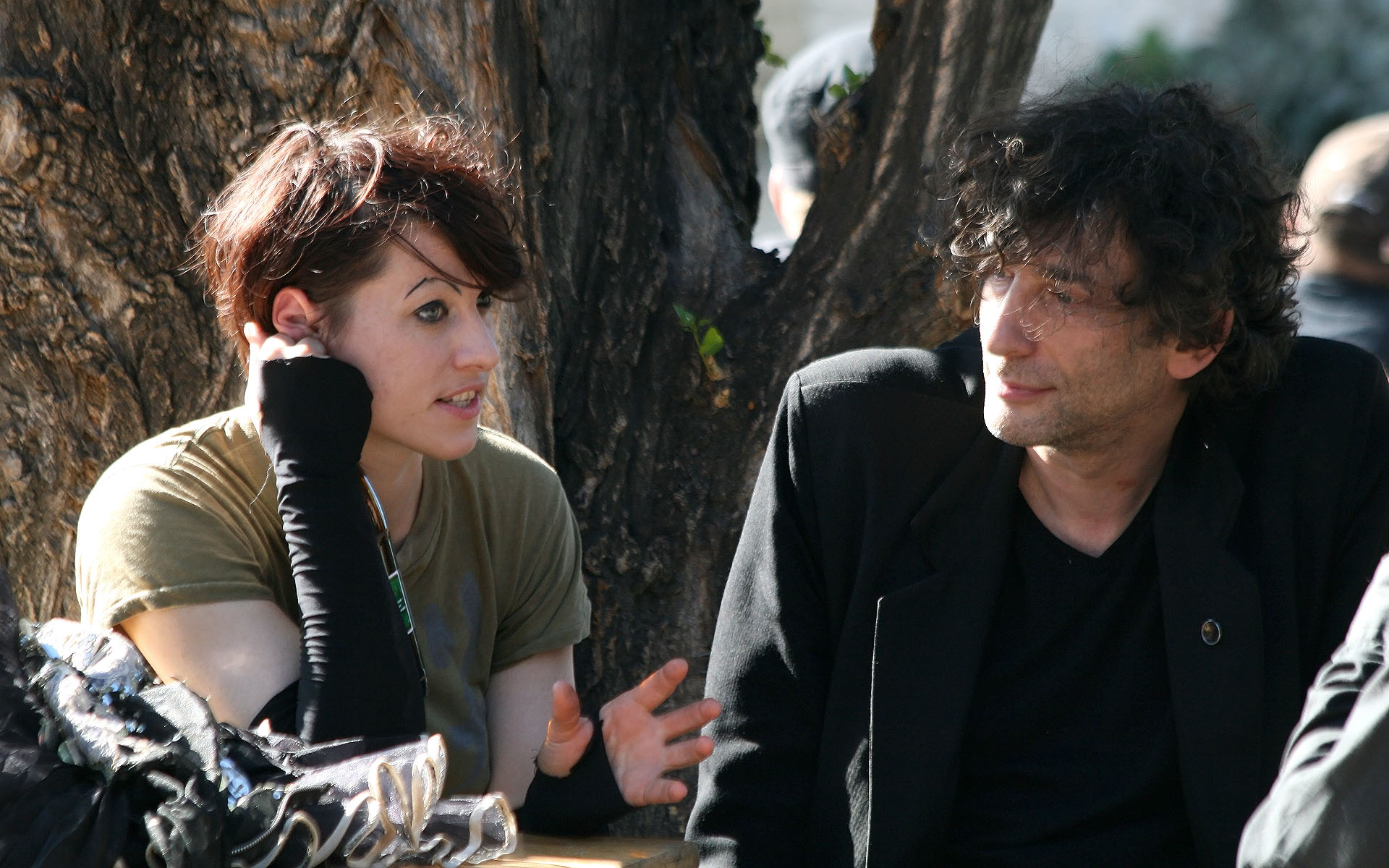
Нил Гейман и его жена Аманда Палмер в Вене, 2011 год

Гейман живёт недалеко от Меномони, штат Висконсин, с 1992 года. Гейман переехал туда, чтобы быть поближе к семье своей тогдашней жены Мэри Макграт, с которой у него трое детей. По состоянию на 2013 год Гейман также проживает в Кембридже, штат Массачусетс. В 2014 году он получил пятилетнюю должность профессора искусств в Бард-колледже в Аннандейле-на-Гудзоне, штат Нью-Йорк.
Гейман женат на авторе песен и исполнительнице Аманде Палмер, с которой у него открытый брак. Пара объявила, что они встречаются в июне 2009 года, и объявила о своей помолвке в Twitter 1 января 2010 года. 16 ноября 2010 года Палмер организовала не имеющий обязательной юридической силы свадебный флешмоб в честь дня рождения Геймана в Новом Орлеане. Они вступили в законный брак 2 января 2011 года. Свадьба состоялась в гостиной писателей Айелет Уолдман и Майкла Шабона. Женившись на Палмер, он взял её второе имя, Маккиннон, в качестве одного из своих имен. В сентябре 2015 года у них родился сын.
В мае 2020 года он отправился из Новой Зеландии в свой дом отдыха на острове Скай, нарушив правила карантина, введённые во время пандемии COVID-19. Член парламента от «Росс, Скай и Лохабер» Иэн Блэкфорд назвал его поведение неприемлемым и опасным. Гейман опубликовал извинения на своём веб-сайте, заявив, что он поставил под угрозу местное сообщество.

### Обвинения в сексуальном насилии и заморозка телепроектов
Летом 2024 года появились обвинения Геймана в сексуальном насилии 4 женщин, включая бывшую няню Геймана и его поклонниц, которым было всего 18 лет, когда они впервые встретились, затем список пополнили ещё 4 женщины. 
После этого несколько проектов Геймана были приостановлены или полностью отменены, либо же он был из них уволен. В их числе 3-й сезон сериала «Благие Знамения», который изначально должен был состоять из 6 эпизодов, выйдет как 90-минутный телефильм. Нил Гейман при этом не будет участвовать в  дальнейшем производстве шоу, но, как сообщается, внес вклад в написание сценария. Disney приостановила экранизацию романа «История с кладбищем». Сериал Netflix «Dead Boy Detectives» был отменен.
В январе 2025 года журнал Vulture опубликовал обширную статью, посвящённую Гейману как многолетнему сексуальному насильнику. Netflix решило отменить "Песочного человека" на втором сезоне. В Великобритании отменили планировавшийся театральный мюзикл по "Коралине". Издательство Dark Horse Comics подтвердило , что больше не будет публиковать произведения Нила Геймана. Графическая адаптация «Детей Ананси» не будет продолжена. В конце января Рианна Пратчетт опубликовала обновление о кикстартере проекта «Благих знамений», объявив, что Гейман больше не получит никаких поступлений, открыв окно возврата и разрешив обмен наград и товаров, связанных с ним.
В феврале Гейман в судебном иске был обвинен в торговле людьми и сексуальном насилии.

### Общественная деятельность
В 2016 году Гейман, а также Кейт Бланшетт, Чиветел Эджиофор, Питер Капальди, Дуглас Бут, Джесси Айзенберг, Кира Найтли, Джульет Стивенсон, Кит Харингтон и Стэнли Туччи снялись в видео «Что они взяли с собой» от агентства ООН по делам беженцев УВКБ ООН, чтобы помочь собрать осведомлённость о проблеме глобальных беженцев.
Гейман поддерживает Фонд правовой защиты комиксов и входил в его совет директоров. В 2013 году Гейман был назначен сопредседателем недавно сформированного консультативного совета организации.
В 2022 году во время российского вторжения в Украину Гейман поддержал Украину, объявив в Twitter, что не хочет продлевать контракты с российскими издателями. Писатель также поощрял пожертвования украинским беженцам.

### Дружба с Тори Эймос
Одна из самых обсуждаемых дружеских связей Геймана связана с музыкантом Тори Эймос, фанаткой «The Sandman», которая подружилась с Гейманом после того, как сделала ссылку на «Neil and the Dream King» на своей демозаписи 1991 года. Он, в свою очередь, включил её в качестве персонажа (говорящее дерево) в свой роман «Звёздная пыль». Эймос также упоминает Геймана в своих песнях «Tear in Your Hand» («Если я тебе понадоблюсь, мы с Нилом будем тусоваться с королём грез. Нил передаёт привет, кстати»), «Space Dog» («Где Нил, когда он тебе нужен?»), «Horses» («Но ты найдёшь меня, если Нил сделает из меня дерево?»), «Carbon» («Соедини меня с Нилом, нет, я не могу удержаться. Пусть он прочтёт „Снег, стекло, яблоки“, где все не так, как кажется»), «Sweet Dreams» («Ты забываешь летать, дорогая, когда спишь») и «Not Dying Today» («Нил в восторге, что может заявить, что он млекопитающее», но плохие новости, — сказал он, — девочка, ты одуванчик"). Он также написал рассказы для книги туров «Boys for Pele» и «Scarlet’s Walk», письмо для книги туров «American Doll Posse» и истории каждой девочки в её альбоме «Strange Little Girls». Эймос написала вступление к своему роману «Смерть: высокая стоимость жизни» и позировала для обложки. Она также написала песню под названием «Sister Named Desire», основанную на его персонаже «The Sandman», которая была включена в его антологию «Где Нил, когда он тебе нужен?».
Гейман является крёстным отцом дочери Тори Эймос Таш и написал стихотворение под названием «Черничная девочка» для Тори и Таш. Стихотворение было превращено в книгу иллюстратором Чарльзом Вессом. Гейман прочитал стихотворение вслух перед аудиторией в театре «Sundance Kabuki» в Сан-Франциско 5 октября 2008 года во время своего тура по чтению книг для «Истории с кладбищем». Она была опубликована в марте 2009 года под названием «Blueberry Girl».

## Экранизации
- 1996 — телесериал «Задверье»
- 2005 — «Зеркальная маска»
- 2007 — «Звёздная пыль»
- 2009 — «Коралина в Стране Кошмаров» (анимационный)
- 2016 — «Люцифер»
- 2017 — «Американские боги»
- 2017 — «Как разговаривать с девушками на вечеринках»
- 2019 — «Благие знамения»
- 2022 — «Песочный человек»
- 2024 — «Детективы с того света»

## Премии
- «Благие знамения» номинировались на премию журнала «Локус» и Всемирную премию фэнтези в 1991 году.
- «Звёздная пыль» номинировалась на премию журнала «Локус», а иллюстрированная версия — на Mythopoeic Awards (в 1999 году).
- «Американские боги» выиграли премию «Хьюго» 2002 года, премию «Небьюла» 2002 года, премию журнала «Локус» 2002 года и премию Брэма Стокера 2001 года.
- «Коралина» выиграла премию «Хьюго» 2003 года, премию «Небьюла» 2003 года, премию журнала «Локус» 2003 года, премию Брэма Стокера 2003 года и Премию Британской ассоциации научной фантастики 2003 года.
- «Дети Ананси» выиграли Mythopoeic Awards 2006 года. Роман также номинировался на премию «Хьюго», но Гейман попросил вычеркнуть его из номинационного листа для того, чтобы дать шанс другим писателям.
- «История с кладбищем» получила Медаль Джона Ньюбери в 2009 году.
- «История с кладбищем» выиграла премию «Хьюго» 2009 года и медаль Карнеги 2010 год
- «Блокиратор любопытства» выиграл премию «Локус» 2010 года в номинации «Рассказ».
- Премия «Локус» за лучший роман фэнтези 2014 года получил «Океан в конце дороги»